# Chulas Fronteras
Chulas Fronteras is een Amerikaanse documentaire uit 1976 geregisseerd door Les Blank. De film volgt de Norteño, een zeer populair Mexicaans muziekgenre en werd opgenomen rondom de Mexicaans-Texaanse grens. De soundtrack van de film is tegenwoordig op cd verkrijgbaar. De film is opgenomen in het National Film Registry.